# آلوین ۱۳۶۷۷
سیارک ۱۳۶۷۷ (به انگلیسی: 13677 Alvin، نامگذاری:1997NK1) سیزده هزار و ششصد و هفتاد و هفتمین سیارک کشف شده‌است که در ۲ ژوئیه ۱۹۹۷ کشف شد.
قدر مطلق سیارک برابر ۲۶.۹ است.